# 小霍羅然納
49°31′7″N 23°51′32″E / 49.51861°N 23.85889°E
小霍羅然納（烏克蘭語：Мала Горожанна），是烏克蘭西部利維夫州斯特雷區米科拉伊夫市镇的村庄。處於德涅斯特河畔，始建於1450年，面積1.1平方公里，2001年人口672。